# Арабское восстание
Антитурецкое восстание на Ближнем Востоке (араб. الثورة العربية‎ Al-Thawra al-`Arabīya) — освободительное движение 1916—1918 годов, приведшее к образованию на Ближнем Востоке независимых арабских государств.

## Предыстория
После Младотурецкой революции 1908—1909 годов Османская империя всё время терпела неудачи. Стремясь компенсировать потери от этих поражений (в том числе и территориальные), младотурки развернули безудержную пропаганду пантюркизма и преследовали этнические меньшинства империи даже сильнее, чем свергнутый ими Абдул-Хамид II. Под влиянием этих факторов среди наиболее активных групп арабского населения империи стали возникать настроения, а также выражавшие их группировки, которые постепенно эволюционировали от османизма к национализму, то есть от лояльного сотрудничества со Стамбулом к утверждению арабской самобытности. В 1905 году сирийский эмигрант Наджиб Азури опубликовал в Париже манифест «Лиги арабского отечества», в котором говорилось:
Арабы осознали свою национальную, историческую и этнографическую однородность, и хотят отделиться от гнилого османского древа с целью образовать независимое государство.
Наджиб Азури принадлежал к панарабистам, которые рассчитывали достичь своей цели — образования независимого государства на базе арабских провинций Османской империи в рамках Арабской Азии — с помощью «гуманных просвещённых наций Запада». Существовали и другие позиции — например, учащаяся в Европе молодёжь (образовавшая во Франции тайное общество «Молодая Аравия») выступала за отражение «угрозы оккупации, от какой бы державы она ни исходила».

### Обстановка на Аравийском полуострове перед Первой мировой войной
Теоретически османские власти контролировали всю огромную территорию Аравийского полуострова, но на самом деле они не имели для этого ни достаточных средств, ни обученных кадров, ни войск. Поэтому османские паши и гарнизоны, стоявшие в наиболее крупных городах Аравии, в основном ограничивались функциями наблюдения, ибо, как правило, не имели возможности в случае конфликта достаточно эффективно противостоять местным феодалам.

#### Йемен
Правивший в Йемене имам секты зейдитов Яхья Хамид ад-Дин на основании соглашения 1911 года легально пользовался широкой автономией. Он был заинтересован в помощи османов, так как на южных границах враждовал с англичанами, захватившими ещё в 1839 году юг Йемена с крупным портом Аден, а на севере — с правителем эмирата Асир Мухаммедом Али аль-Идриси, оспаривавшим у имама Яхьи прибрежную область Тихаму. Османы не раз пытались «поставить на место» эмира Асира, но безуспешно.

#### Хиджаз
Османскому паше в Джидде подчинялись в основном жившие в Хиджазе турки, в то время как арабы находились под юрисдикцией шерифа Мекки. С 1908 года позиции османов в регионе усилились в связи с открытием Хиджазской железной дороги, связавшей Медину с Мааном.

#### Восток Аравии
Ещё в 1899 году Великобритания установила своё господство над Кувейтом, заключив тайное соглашение с местным шейхом Мубараком. Ещё раньше она поставила в зависимое от себя положение Бахрейн, Катар, Оман и Абу-Даби. Закрепившись на восточно-аравийском побережье, англичане стали активно влиять на шедшую с переменным успехом борьбу феодальных кланов Саудидов и Рашидидов.

#### Неджд
Саудиды, изгнанные из Неджда, стремились вернуть себе власть в этом эмирате и пользовались при этом поддержкой Кувейта. Рашидиды, владевшие североаравийским эмиратом Джебель-Шаммар, стремились удержать власть над Недждом с помощью османов. Абдель Азиз ибн Сауд в 1902—1914 годах сумел не только восстановить власть своей династии над Недждом, но и нанести ряд тяжёлых поражений Рашидидам, расширить территорию своего государства и существенно ослабить присутствие османов на востоке Аравии. К 1912 году, по данным русских дипломатов, в его столице Эр-Рияде уже не было «ни турецких чиновников, ни солдат». Идейным знаменем саудидов был салафизм. К 1913 году Ибн Сауд захватил богатую прибрежную область Эль-Хаса и ряд важных крепостей, укрепив свои позиции в противостоянии с Хиджазом, который с 1911 года не пускал салафитов в Мекку и Медину.

### Обстановка на Аравийском полуострове в начале Первой мировой войны

#### Неджд
Ибн Сауд ещё в мае 1914 года заключил договор о дружбе и союзе с Османской империей, что не помешало ему в 1915 году подписать такой же договор с англичанами. На самом деле он не поддержал в войне ни тех, ни других, придерживаясь политики выжидательного нейтралитета, и в основном занимался внутренним строительством своего государства и решением мелких проблем с соседями и непокорными племенами.

#### Джебель-Шаммар
Рашидиды в Джебель-Шаммаре поддержали Османскую империю в войне.

#### Йемен
Имам Яхья открыто в ход военных действий не вмешивался, но на деле помогал туркам, осадившим с началом войны британский гарнизон Адена с помощью некоторых племён северного Йемена.

#### Асир
Англичане договорились с асирским правителем Мухаммедом Али аль-Идриси о совместных действиях против османов. Однако аль-Идриси, получив деньги и оружие, не помогал англичанам, а в основном воевал в 1915—1916 годах с непокорными горцами Асира.

#### Мекка
С шерифом Мекки Хусейном бен Али англичане вели длительные переговоры через своего верховного комиссара в Египте Мак-Магона. Последний в октябре 1915 года обещал Хусейну признать его королём будущего государства, которое должно было охватывать все арабские страны Азии, за исключением Ливана, запада Сирии, юга и востока Аравии.

## Ход событий
8 июня 1916 года шериф Хусейн поднял восстание. У него было 50 тысяч человек, однако лишь 10 тысяч ружей. При поддержке флота Антанты, установившего контроль над Красным морем, 10 июня арабы атаковали порт Джидда, и 16 июня османский гарнизон капитулировал. К концу сентября арабы взяли ряд прибрежных городов, однако прямая атака на Медину в октябре 1916 года была отбита турецкими войсками.
Британское правительство отправило к арабам капитана Лоуренса, который обеспечил им поддержку Королевского флота при обороне Янбу в декабре. Лоуренс сумел убедить арабских лидеров не атаковать Медину, а нарушить вместо этого работу Хиджазской железной дороги, что отвлекло на себя значительные турецкие силы.
3 января 1917 года Фейсал ибн Хусейн с 5100 всадниками на верблюдах, 5300 пехотинцами, 4 горными пушками, 10 пулемётами и 380 вьючными верблюдами отправился на север вдоль Красного моря к городу Эль-Ваджх. В то время как турецкий гарнизон приготовился к обороне от атаки с юга, десант из 400 арабов и 200 английских моряков 23 января 1917 года атаковал город с севера. Через 36 часов гарнизон сдался, и турки предпочли отойти от Мекки на более выгодные для обороны позиции у Медины, разместив гарнизоны вдоль Хиджазской железной дороги. Силы арабов возросли до 70 тысяч человек, у них на вооружении стало уже 28 тысяч ружей.
В 1917 году на сторону восставших перешёл Ауда ибу Тайи, и 9 мая Лоуренс повёл его силы на штурм последнего османского порта на Красном море — Акаба. 6 июля, после ожесточенного сражения, город был взят. Тем самым была устранена угроза правому флангу английских сил, наступавших из Египта в Палестину. После этого арабы совершали рейды на турецкие позиции и коммуникации, поддерживая наступление генерала Алленби.
Занятие Акабы позволило наладить снабжение арабов со складов Антанты, в арабских войсках появились технические специалисты, в интересах арабов действовала английская авиация; в свою очередь арабы тактикой мелких нападений заставляли держаться рассредоточенными на большой площади большое количество турецких сил, доставляли войскам генерала Алленби разведывательную информацию.
В сентябре 1918 года Алленби отвёл арабским партизанам важную роль при планировании сражения при Мегиддо. Когда силы Антанты атаковали турецко-германские позиции с фронта, арабы внезапным ударом в тылу перерезали все три железные дороги, лишив турок возможности получить подкрепления или отступить.
30 сентября 1918 года арабские всадники на верблюдах подошли к Дамаску и обнаружили, что арабские националисты из числа жителей города уже подняли флаги арабского восстания. На следующий день в город вступила Австралийская лёгкая кавалерия.

## Итоги
Крах Османской империи породил у арабов иллюзии относительно того, что Великобритания выполнит свои обещания, данные Хусейну. В ожидании этого Хусейн ибн Али объявил себя королём, претендуя на объединение под своей властью всех бывших арабских провинций Османской империи. Однако ему не удалось этого сделать даже в пределах Аравии, не говоря уж о прочих регионах, которые Великобритания и Франция предпочли разделить между собой в соответствии с соглашением Сайкса-Пико. Хусейн стал лишь королём Хиджаза и ввязался в 1919 году в борьбу с Недждом, которую проиграл. Ибн Сауд в 1919 году захватил Джебель-Шамар, в 1922 — Асир, а в 1924 году захватил Хиджаз, и в 1927 году провозгласил создание королевства Неджд и Хиджаз, в 1932 году преобразованного в Саудовскую Аравию.